# I'm a Joker
I'm a Joker é uma canção do cantor Anri Jokhadze. Ele vai representar a Geórgia no Festival Eurovisão da Canção 2012.